# جرج اسمترز
جرج اسمترز (به انگلیسی: George Smathers) سناتور سابق عضو حزب دموکرات ایالات متحده آمریکا بود. وی در سال ۱۹۵۱ تا ۱۹۶۹ میلادی سناتور ایالت فلوریدا در سنای ایالات متحده آمریکا بود.